# Liste der Schriften von Wolfgang Hildesheimer
Verzeichnis der Schriften von Wolfgang Hildesheimer, wie sie in der autorisierten Sammlung Gesammelte Werke in sieben Bänden (Frankfurt: Suhrkamp 1991) von Christiaan Lucas Hart Nibbrig und Volker Jehle herausgegeben wurden.

## Band I Erzählende Prosa
- Der Kammerjäger (1950). S. 7
- Lieblose Legenden (1950–1962). S. 13
  - Der hellgraue Frühjahrsmantel. S. 15
  - Eine größere Anschaffung. S. 18
  - Warum ich mich in eine Nachtigall verwandelt habe. S. 20
  - Die Suche nach der Wahrheit. S. 26
  - Ich schreibe kein Buch über Kafka. S. 28
  - Ich finde mich zurecht. S. 30
  - Bildnis eines Dichters. S. 37
  - Weyerswyl als Symptom. S. 40
  - Die zwei Seelen. S. 45
  - Gregor Rutz und der Existentialismus. S. 50
  - Der Tod meines Handlungsreisenden. S. 53
  - Das Gastspiel des Versicherungsagenten. S. 56
  - Das Atelierfest. S. 59
  - Aus der Laufbahn meines Pudels Cassius. S. 69
  - Meine Erlebnisse im Zeitalter der Ausrufe. S. 72
  - Begegnung auf der Kurpromenade. S. 76
  - Das Märchen vom Riesen. S. 78
  - Die Dachwohnung. S. 80
  - Der Urlaub. S. 84
  - Das Ende einer Welt. S. 90
  - 1956 – ein Pilzjahr. S. 97
  - Westcottes Glanz und Ende. S. 107
  - Aus meinem Tagebuch. S. 114
  - Ich trage eine Eule nach Athen. S. 113
  - Der Brei auf unserem Herd. S. 129
  - Schläferung. S. 140
- Paradies der Falschen Vögel. Roman (1953). S. 155
- Hamlet. Ein Fragment (1961). S. 259
- Vergebliche Aufzeichnungen. Mit acht Rastercollagen („Textscherben“) des Autors (1962). S. 273
- Die Margarinefabrik (1965). S. 303
- Exerzitien mit Papst Johannes (1968). S. 313
- Capovilla (1971). S. 331
- Zeiten in Cornwall. Mit sieben Zeichnungen des Autors (1971). S. 339
- Mitteilungen an Max über den Stand der Dinge und anderes. Mit einem Glossarium und sechs Tuschzeichnungen des Autors (1983). S. 407
- Nachlese (1987). S. 457
- Paralipomena und Materialien. S. 489
  - Sachbuch (1965). S. 491
  - Karteikarten zu „Exerzitien mit Papst Johannes“ (etwa 1968). S. 493
  - Gespräch über Sprichwörter (etwa 1980). S. 502
  - Aus dem Umkreis von „Mitteilungen an Max“ (etwa 1980). S. 504
  - Zu den lieblosen Legenden (1983). S. 506
  - Zettel, Karteikarten, Notizbücher, Disparata (1980–1989). S. 508

## Band II Monologische Prosa
- Tynset (1965). S. 7
- Masante (1973). S. 155
- Paralipomena und Materialien. S. 367
  - Der Ruf in der Wüste (1963). S. 369
  - „Notate“ (1965–1966). S. 381
  - Antworten über Tynset (1965). S. 384
  - „Über das Konzert der Hähne“ (1966). S. 388
  - Hildegard mit Katze (1969). S. 390
  - Cal Masante (1969). S. 398
  - Kanalabwärts (1971). S. 411

## Band III Essayistische Prosa
- Mozart (1977); Textgrundlage im Band der korrigierte Text 1980 (=suhrkamp taschenbuch 598). S. 7
  - Zeittafel. S. 387
  - Verzeichnis der im Text erwähnten Werke Mozarts und Konkordanz der originalen Köchel-Nummern. S. 407
  - Personenregister. S. 412
- Paralipomena und Materialien. S. 427
  - Einleitung zu „Mozart-Briefe“ (1975; Textgrundlage im Band der Text der erw. und rev. Neuausg. von „Mozart-Briefe“ 1990). S. 429
  - Meine Schallplatten (1976). S. 435
  - Brief an Rainer Riehn (1977). S. 440
  - Vorwort zu „Mozarts Bäsle-Briefe“ (1978). S. 449
  - Warum weinte Mozart? (1981). S. 453
  - Die Subjektivität des Biographen (1982). S. 463
  - Nachträge zu Mozart oder Antworten (1984). S. 476
  - Mozart und das postmoderne Bewußtsein. Fragmentarische Vorarbeiten zu einem nicht gehaltenen Vortrag (1987). S. 477

## Band IV Biographische Prosa
- Marbot. Eine Biographie (1981). S. 7
  - Personenregister. S. 228
- Paralipomena und Materialien. S. 235
  - Andrew Marbot zum 150. Todestag (1980). S. 237
  - Geplantes Nachwort der „Roh-roh-Fassung“ (etwa 1980). S. 250
  - Zettel und Notizbücher (1980–1981). S. 252
  - Arbeitsprotokolle des Verfahrens „Marbot“ (1982). S. 255
  - Zur Verleihung des Literaturpreises der Bayerischen Akademie der Schönen Künste (1982). S. 265
  - Schopenhauer und Marbot (1982). S. 269

## Band V Hörspiele
- Das Ende kommt nie (1952). S. 7
- Begegnung im Balkan-Express (1953). S. 33
- Das Ende einer Welt (1953). S. 63
- An den Ufern der Plotinitza (1954). S. 75
- Prinzessin Turandot (1954). S. 105
- Das Atelierfest (1955). S. 143
- Das Opfer Helena (1955). S. 171
- Die Bartschedel-Idee (1957). S. 209
- Herrn Walsers Raben (1960). S. 257
- Unter der Erde (196z). S. 295
- Monolog (1964). S. 331
- Maxine (1969). S. 365
- Hauskauf (1974). S. 401
- Biosphärenklänge (1977). S. 445
- Endfunk (1980). S. 487
- Paralipomena und Materialien. S. 511
  - Schluß der 1. Fassung von „Prinzessin Turandot“ (1954). S. 513
  - Über „Prinzessin Turandot“ (etwa 1955). S. 522
  - Über „Die Bartschedel-Idee“ (1957). S. 523
  - Szene nach dem Trojanischen Krieg (2. Fassung von „Das Opfer Helena“) (1961). S. 524
  - Aufgegebenes „Faust“-Hörspiel (etwa 1965). S. 526
  - Aus dem Umkreis von „Endfunk“ (etwa 1978). S. 531

## Band VI Theaterstücke
- Der Drachenthron. Eine Komödie in drei Akten (1955). S. 7
- Die Herren der Welt. Eine Komödie in zwei Teilen (1958). S. 73
- Landschaft mit Figuren. Ein Spiel in zwei Teilen (1958). S. 169
- Die Uhren. Ein Spiel in einem Akt (1958). S. 239
- Der schiefe Turm von Pisa. Ein Spiel in einem Akt (1959). S. 275
- Karolin bei Nacht. Ein Fernsehspiel (1959). S. 307
- Das Opfer Helena. Eine Komödie in zwei Teilen (1959). S. 353
- Die Eroberung der Prinzessin Turandot. Eine Komödie in zwei Akten (1960). S. 405
- Die Verspätung. Ein Stück in zwei Teilen (1961). S. 491
- Nachtstück (1963). S. 561
- Pastorale. Groteske in einem Akt (Neufassung) (1965). S. 601
- Mary Stuart. Eine historische Szene (1970). S. 653
- Paralipomena und Materialien. S. 791
  - Nachwort zu „Der Drachenthron“ (1955). S. 793
  - Aufgegebenes Fernsehspiel „Das Unwetter“ (etwa 1956). S. 795
  - Schluß der 1. Fassung von „Pastorale“ (1958). S. 804
  - Über „Pastorale oder Die Zeit für Kakao“ (1958). S. 814
  - Die Entstehung des „Pastorale“ (1959). S. 817
  - Über „Karolin bei Nacht“ (1959/1980). S. 818
  - Empirische Betrachtungen zu meinem Theater (1959). S. 820
  - Vorarbeit zu „Die Verspätung“ (etwa 1960). S. 824
  - Die Realität selbst ist absurd (1962). S. 826
  - Schluß des Fernsehspiels „Turandot“ (1963). S. 829
  - Notate (1966). S. 839
  - Anmerkungen zu einer historischen Szene. („Mary Stuart“) (1970). S. 844
  - Aufgegebener Einakter „Emily Bronte“ (etwa 1988). S. 851

## Band VII Vermischte Schriften
- Reden. S. 7
  - Die Kunst dient der Erfindung der Wahrheit. Zur Verleihung des Hörspielpreises der Kriegsblinden (1955). S. 9
  - Über das absurde Theater (1960). S. 13
  - Zur Verleihung des Bremer Literaturpreises (1966). S. 27
  - Büchners atemlose Melancholie. Zur Verleihung des Georg-Büchner-Preises (1966). S. 31
  - Frankfurter Poetik-Vorlesungen (1967). S. 43
  - Die Musik und das Musische (1967). S. 100
  - Bleibt Dürer Dürer? (1971). S. 109
  - The End of Fiction (1975). S. 115
  - Das Ende der Fiktionen (1975). S. 141
  - Mein Judentum (1978). S. 159
  - Was sagt Musik aus? Zur Eröffnung der Salzburger Festspiele (1980). S. 170
  - The Jewishness of Mr. Bloom. Bloomsday Dinner Speech (1984). S. 183
  - Das Jüdische an Mr. Bloom (1984). S. 196
  - Der Autor als Übersetzer. Der übersetzte Autor (1985). S. 211
  - Der ferne Bach (1985). S. 218
  - Akazien sind keine Akazien. Zur Eröffnung der Ausstellung „Günter Eich“ (1988). S. 247
  - Watteaus „Gilles“ und Marbot (1988). S. 252
- Rezensionen, Besprechungen, Interpretationen. S. 271
  - Über James Joyce (1946). S. 273
  - Man müßte ein Pudel sein. Wolfdietrich Schnurre: „Sternstaub und Sänfte. Aufzeichnungen des Pudels Ali“ (1954). S. 276
  - Ein Haus der Kindheit. Marie Luise Kaschnitz: „Das Haus der Kindheit“ (1957). S. 279
  - Das „Vermächtnis“ Furtwänglers (1957). S. 284
  - Mein Gedicht. Günter Eich: „Briefstelle“ (1959). S. 291
  - Notiz zu meiner Bearbeitung der „Rivalen“. Richard Brinsley Sheridan: „Rivalen“ (1961). S. 293
  - Vorwort zu Richard Brinsley Sheridan: „Die Lästerschule“ (1962). S. 295
  - Folgerungen. Rolf Hochhuth: „Der Stellvertreter“ (1963). S. 298
  - Einführung und Collage. Ilse Aichinger: „Der Querbalken“ (1963). S. 303
  - Becketts „Spiel“. S. 308
  - Oh, du keusche, du reine. Gerhart Hauptmann: „Die großen Erzählungen“ (1967). S. 312
  - Samuel Beckett: „Auswahl in einem Band“ (1967). S. 317
  - Jürgen Becker: „Ränder“ (1968). S. 321
  - Günter Eich und sein Schulterreiter. Günter Eich: „Maulwürfe“ (1968). S. 327
  - Heinrich Böll zum fünfzigsten Geburtstag (1968). S. 331
  - Sauber ist nicht schön. Christian Enzensberger: „Größerer Versuch über den Schmutz“ (1969). S. 334
  - Übersetzung und Interpretation einer Passage aus „Finnegans Wake“ von James Joyce (1969). S. 338
  - Edgar Varèse: „Octandre“ – „Hyperprism“ – „Integrales“ (1970). S. 352
  - Nachwort zu Djuna Barnes: „Nachtgewächs“ (1971). S. 355
  - Mario Negri: „Die große Säule von Robbia“ (197z). S. 359
  - Zu den Radierungen Brodwolfs (1972). S. 362
  - Die Kunst des Edward Gorey (1973). S. 366
  - Loriots heile Welt (1973). S. 369
  - Über Herbert List (1973). S. 372
  - Der Maler Gian Pedretti (1973). S. 380
  - Laszlo Glozers Kunstkritiken (1974). S. 383
  - Horst Janssens Landschaft (1974). S. 387
  - Über Sendaks Illustrationen zu Grimms Märchen (1974). S. 390
  - Wolfram Siebecks Kochschule für Anspruchsvolle (1976). S. 393
  - Butt und die Welt. Geburtstagsbrief an Günter Grass (1976). S. 397
  - Anmerkung des Übersetzers. George Bernard Shaw: „Helden“ (1976). S. 406
  - Der Arsch als Symbol. Karin Kiwus: „Im ersten Licht“ (1978). S. 408
  - Die Wehleiden des alternden Herrn Frey. Gabriele Wohmann: „Frühherbst in Badenweiler“ (1978). S. 411
  - Horst Janssens Zeichnungen (1978). S. 416
  - James Joyce: „Ulysses“ (1979). S. 421
  - Künstlerleben 1850–1910. Anmerkungen zu einem Prachtband (1979). S. 425
  - Antiromantischer Romantiker. Giacomo Leopardis „Gesänge und Dialoge“ (1979). S. 432
  - Über Paolo Pola (1979). S. 439
  - Über Enrico Della Torre (1979). S. 441
  - Über Renata Adlers „Rennboot“ (1980). S. 443
  - Giuliano Pedretti: „Die Genesende“ (1980). S. 445
  - Pandämonisches Welttheater. Gerold Späth: „Commedia“ (1980). S. 447
  - Ergo und Ego. Horst Janssens Sammlung der Selbstbildnisse von 1974 bis 1979 (1980). S. 452
  - Ein Gespräch mit mir selbst über Goethe (1982). S. 455
  - Stefan George: „Das Wort“ (1983). S. 461
  - Meine Gedichte (1983). S. 464
  - Klaus Hoffen „Bei den Bieresch“ (1983). S. 473
  - Sublimer Unernst. Oskar Pastior: „Abendlied“ (1983). S. 478
  - Verwandlung von Fund zu Werk. Über Not Bott (1984). S. 481
  - Das ist immer so. Hans Magnus Enzensberger: „Finnischer Tango“ (1984). S. 483
  - Notate angesichts des „Herkules“. Über Brigitte und Martin Matschinsky-Denninghoff (1985). S. 486
  - Über Marcel Berlingen (1986). S. 490
  - William Congreve: „Der Lauf der Welt“ (1986). S. 491
  - Der durchdringende Schrei. Francis Bacon: „Studie zu der Kinderschwester in dem Film Battleship Potemkin“ (1986). S. 496
  - Der Maler Jo von Kalckreuth. Zur Eröffnung einer Ausstellung (1987). S. 499
  - Bilder der Stille. Über Silvia Hildesheimer (1990). S. 502
  - Subjektive Anmerkung zu Dea Murk (1990). S. 508
  - Über Ursina Vinzens (1991). S. 510
- Parenthesen. S. 513
  - Einleitung zu „Floras Fauna“ (1953). S. 515
  - Walter Jens: „Erasmus “ (1969). S. 517
  - Gespräche mit Günter Eich über Natur, Kultur und Grenzgebiete (1973). S. 520
  - Sich erinnern (1976). S. 522
  - Siegfried Unseld zum sechzigsten Geburtstag (1984). S. 525
  - Brief an Rosenberg. Wolf Rosenberg zum siebzigsten Geburtstag (1985). S. 529
  - Gedanken zu einem Gedicht von Loriot. Loriot: „Advent“ (1985). S. 533
  - Loriot als Dramatiker. Zur Eröffnung einer Ausstellung (1988). S. 538
- Gedichte. S. 545
  - Pansuun (etwa 1939). S. 547
  - Perpetuum Mobile (1941). S. 547
  - In Memoriam (1945). S. 548
  - Rezept (1958). S. 548
  - Baemu der Lichtgott (1959). S. 549
  - 9. 8. 1962 (1962). S. 549
  - Verspätete Antwort (1973). S. 549
  - Nachwort(1973). S. 550
  - Die Verstorbenen des Jahres 1972 (1973). S. 551
  - Wollten wir nicht (1973). S. 551
  - Absage (1973). S. 553
  - Im Lattich (etwa 1973). S. 553
  - Günter Eich zum ersten Todestag (1973). S. 553
  - Sprachfehler (1974). S. 554
  - Anatomie (1974). S. 554
  - Mary Stuart (1974). S. 554
  - Parze und Norn (etwa 1974). S. 555
  - Über Friederike Mayröcker (1974). S. 555
  - Leb wohl, Saturn (etwa 1978). S. 555
  - Schlafensmüde (1984). S. 556
  - Antwort (1984). S. 556
- Glossen, Miszellen, Disparata. S. 557
  - Aus „Mit dem Bausch, dem Bogen“ (1952). S. 559
  - Kleines Reisetagebuch um Robert Neumann (1956). S. 570
  - Aus der Werkstatt des Schriftstellers (1959). S. 573
  - Versuch einer Ergänzung des literarischen Streitgesprächs zwischen Alfred Andersch und Robert Neumann (1959). S. 574
  - Drinks bei Olivia (1959). S. 577
  - Auf den zweiten Blick (1959–1960). S. 583
  - In diesem und in einem anderen Land. Friedrich Sieburg: „In einem anderen Land“ (1960). S. 621
  - Buchstabencollage für Hans Werner Richter (1973). S. 624
  - Anti-Rezepte mit einer Einleitung (1974). S. 625
  - „Hart sein“ (1978). S. 631
  - Waren meine Freunde Nazis? (1979). S. 633
  - Buchstabencollage für Walter Höllerer (1982). S. 635
  - Ex libris für Walter Jens (1983). S. 636
  - Zur Verleihung des Bundesverdienstkreuzes (1983). S. 637
  - Ein tanzender Pessimist (1985). S. 638
  - „Greenpeace“ (1986). S. 639
  - Statement. Zum Projekt einer Staumauer im Puschlav (1987). S. 641
  - Fragebogen für einen Gewinner (1987). S. 643
  - „Walter Jens zum fünfundsechzigsten Geburtstag“ (1987). S. 644
  - „Werbung für exit“ (1988). S. 645
- Berichte, Notate: Reisen, Orte, Landschaften. S. 647
  - Cornwall Interlude (1945). S. 649
  - Aufzeichnungen aus Israel (1955). S. 652
  - Das Puschlav (1961). S. 657
  - „Notate“ (1965–1966). S. 664
  - Das Veltlin (1966). S. 686
  - Bericht aus Irland (1973). S. 691
  - Ein Abschied von Masante (1980). S. 705
- Stellungnahmen. S. 713
  - Klage und Anklage (1984). S. 715
  - Notat eines Verlierers (1986). S. 718
  - Herr, gib ihnen die ewige Ruhe nicht. Gedanken über Leben und Tod—und über Mozart (1986). S. 723
  - Der Künstler und die Endzeit (1986). S. 736
  - Hat die Hoffnung noch eine Zukunft? (1986). S. 739
  - In den Wind geschrieben (1988). S. 741
- Zu den Bildern. S. 745
  - Es gelingt mir längst nicht alles (1973). S. 747
  - Zu meinen Collagen. Vorwort zu „Endlich allein“ (1984). S. 748
  - Zu meinen neuen Collagen. Vorwort zu „In Erwartung der Nacht“ (1986). S. 752